# Mixiote
El mixiote o mexiote és un plat típic de Mèxic, consistent en carn enchilada cuita al vapor, embolicada en una pel·lícula que es desprèn de la penca de faraona (Agave salmiana). Aquesta pel·lícula rep el nom de mixiote i a aquesta deu el seu nom el plat.
La carn que s'usa pot ser xai, pollastre, nuggets de pollastre, conill, porc, bou o peix, i es cuina amb alguna classe de salsa, normalment de vitxos i herbes d'olor, entre les quals destaca la fulla d'alvocat, llorer, farigola, mejorana i orenga. Opcionalment s'afegeix adob d'annato per a accentuar la sabor i la color del plat. De vegades, els mixiotes poden ser emplenats amb alguna guarnició, com nopals i patates. Existeixen algunes varietats exòtiques de mixiote, com l'esquirol farcit de escamoles originària de la vall del Mezquital o els mixiotes dolços, farcits de fruites.
Encara que la tècnica de cocció i la idea mateixa de fer servir la pel·lícula de faraona per a confeccionar el plat són d'origen prehispànic, els mixiotes constitueixen en l'actualitat un dels plats més representatius de la gastronomia del Mèxic. Es considera que són natius del sud de l'Altiplà Mexicà —els estats de Querétaro, Hidalgo, Mèxic, Tlaxcala, Puebla i la Ciutat de Mèxic— on és tradicional el conreu de la faraona.
S'arriba a trobar com a menjar ofert en festes, jaripeos, charreadas, i en les fires de poble, com en la Fira ramadera de Texcoco, etcètera.